# Andrew Matthews (escritor)
Andrew Matthews es un orador y escritor australiano. Nació el 4 de noviembre de 1957, en Victor Harbor, Australia. Ha escrito numerosos libros de autoayuda.
Ha escrito e ilustrado 11 libros. Su libro ¡Por favor, sea feliz! fue escrito, ilustrado y publicado en 1988. Han sido vendidas 7 millones de copias de este libro y fue traducido a 42 lenguas.
Otros libros de Andrew Matthews incluyen Sigue a tu corazón, ¡Por favor, sea un adolescente feliz!, Felicidad Ahora, Felicidad en Tiempos Duros y Cómo Vivir Trabajando. Ha dibujado varias historietas e ilustrado varios libros, muchos de ellos los suyos propios. Además, ha realizado charlas y presentaciones corporativas en 30 países[cita requerida].